# Escritura en huesos oraculares
La escritura en huesos oraculares (en chino, 甲骨文; pinyin, jiǎ gǔ wén) era la forma de los caracteres chinos utilizados sobre huesos oraculares —huesos de animales o plastrones de tortuga usados para la adivinación piromántica— al final del segundo milenio a. C., y es la forma de escritura china más temprana conocida. La gran mayoría fue encontrada en el yacimiento Yinxu (hoy Anyang, en la provincia de Henan). Se grabaron las predicciones pirománticas de los últimos nueve reyes de la dinastía Shang, empezando con Wu Ding, cuyo acceso al reinado está datado por diferentes expertos en 1250 o 1200 a. C. Después de que la dinastía Shang fuera derrocada por la dinastía Zhou en c. 1046 a. C., se hizo más común la adivinación con milenrama, y hay muy pocas de escrituras de huesos oraculares de esa época.
Las escrituras de huesos oraculares de finales de la dinastía Shang, junto con unos cuantos caracteres contemporáneos en un estilo diferente en bronces, constituyen el corpus significativo de escritura china más temprana, lo cual es esencial para el estudio de la etimología china, ya que esta escritura es el predecesor directo de la del chino moderno. Es también el miembro conocido más antiguo y origen de la familia de escrituras chinas, precediendo a la escritura sobre bronce.

## Nombre
El término chino común para la escritura es jiǎgǔwén (甲骨文 "escritura de concha y hueso"). Es una abreviatura de guījiǎ shòugǔ wénzì (龜甲獸骨文字 "escritura de concha de tortuga y hueso animal"), que apareció en los 30 del siglo XX como traducción del término inglés "inscriptions upon bone and tortoise shell" utilizado inicialmente por el misionero americano Frank H. Chalfant (1862–1914) en su libro de 1906 Early Chinese Writing (Escritura primitiva china). En décadas anteriores, los autores chinos utilizaban diferentes nombres para el inscripciones y escritura, basados en el lugar donde se habían encontrado (Yinxu), su propósito (bǔ 卜 "para adivinar") o el método de escritura (qì 契 "grabar").
Dado que la mayoría de los huesos de oráculo grabados datan de la última época de la dinastía Shang, el nombre de "escritura en huesos oraculares" esencialmente se refiere a escritura Shang.

## Precursores
Es seguro que la escritura del linaje Shang experimentó un periodo de desarrollo antes de la escritura sobre huesos oraculares Anyang, debido a su naturaleza madura. Aun así, no se ha descubierto cantidad significativa alguna de escritura claramente identificable antes o durante el periodo cultural Shang en su fase inicial-media. Los pocos símbolos Neolíticos encontrados en cerámica, jade o hueso en diferentes enclaves culturales en China son muy polémicos, y no hay ningún consenso acerca de que cualesquiera de ellos estén directamente relacionados con la escritura Shang.

## Estilo

Escritura en huesos oraculares: 虎 hǔ ‘tigre’

Escritura en huesos oraculares Shang: 目 mù ‘ojo’

La escritura Shang tardía sobre huesos oraculares es pictográfica, como su contemporánea sobre bronce. La escritura en huesos oraculares más temprana muestra cierta evolución partiendo de una apariencia aún más pictográfica, durante un período de 200 años.
Comparando la escritura en huesos oraculares con la escritura en bronce, tanto Shang como del período inicial Zhou Occidental, la primera es claramente mucho más simplificada, y las formas redondeadas se convierten a menudo en rectilíneas; se cree que esto se debe a la dificultad del grabado de las duras superficies óseas, comparando con la facilidad de escribir sobre la arcilla húmeda de los moldes utilizados para fundir el bronce. El estilo más detallado y más pictórico de las grafías en bronce se considera más representativo de la escritura típica Shang (que aparecía normalmente en libros de bambú) que las formas utilizadas en huesos oraculares. Este estilo típico continuó evolucionando hasta el del período al Zhou y después a la escritura de sello Qin, en el periodo Zhou tardío.
Se sabe que durante la dinastía Shang también se escribía con pincel y tinta, ya que se han encontrado textos escritos a pincel en un pequeño número de cerámicas, conchas y huesos, así como en jade y otros elementos pétreos; también hay evidencia de que escribían en libros de bambú (o de madera) como los encontrados procedentes del tardío Zhou a Hàn, porque el símbolo de la escritura a pincel (聿 yù, que describe una mano con un pincel de escribir) y del libro de bambú (冊 cè, un libro con listones verticales finos unidos por un hilo en horizontal, como una persiana veneciana girada 90 grados) están presentes en la escritura en huesos oraculares. Dado que la facilidad de escribir con un pincel es incluso mayor que la de escribir con un estilete en arcilla húmeda, se deduce que el estilo y estructura de los signos Shang en bambú eran similares a los utilizados sobre bronce y también a la mayoría de los escritos a pincel sobre dichos libros. Como soporte adicional para esta idea, la reorientación de algunos signos, girados 90 grados para adaptarlos mejor a los listones altos y estrechos; este estilo tiene que haberse desarrollado para libros de bambú o listones de madera y después llevado a la escritura sobre huesos. Además, la escritura de caracteres en columnas verticales, de arriba abajo, mayoritariamente procede de los libros de bambú antes de utilizarse en inscripciones sobre hueso de oráculo. En algunos casos, las líneas están escritas horizontalmente con objeto de ajustar el texto a las grietas adivinatorias, o las columnas de texto rotan 90 grados en medio del texto, pero son excepciones al modo normal de escritura, y las inscripciones nunca van de abajo arriba. Las columnas verticales de texto en escritura china tradicionalmente se ordenan de derecha a izquierda; este patrón se encuentra en inscripciones en bronce desde la dinastía Shang en adelante. Las inscripciones en huesos de oráculo, en cambio, se ordenan a menudo de modo que las columnas empiecen cerca de la línea central de la concha o hueso, y van hacia los bordes, de modo que los dos lados quedan como imágenes especulares.

## Estructura y función
A pesar de su naturaleza pictógráfica, era una escritura plenamente funcional y madura para la época de la dinastía Shang. P. ej., capaz de representar íntegramente el chino antiguo y no solo algunas ideas aisladas. Este nivel de madurez implica sin duda un periodo previo de desarrollo de al menos varios centenares de años . Desde su origen la mayoría de los pictogramas y signos fueron convencionalizados para la época de la dinastía Shang, de un modo tan simplificado que los significados de muchos de los signos no son inmediatamente aparentes. Si comparamos, por ejemplo, el tercer y cuarto pictogramas de la fila abajo, sin una cuidadosa búsqueda de formas más tardías, probablemente no podemos saber que representaban 豕 shĭ "cerdo" y 犬 quǎn "perro" respectivamente. Como Boltz (1994 & 2003 p. 31–33) subraya, la mayoría de los símbolos utilizados en huesos oraculares no son representaciones tan realistas como para que quienes no los conocen intuyan su significado; aunque pictográficos en origen,  ya no son pictográficos en función. Boltz En cambio les llama zodiográficos (p. 33), recordándonos que funcionalmente representan palabras, y solo a través de las palabras representan conceptos, mientras para razones similares Qiu los etiqueta como semantográficos.
En la fase tardía Shang la escritura en huesos del oráculo, los símbolos habían evolucionado ya a una variedad de funciones mayoritariamente no pictográficas, incluyendo todos los tipos importantes de caracteres chinos ahora en uso. Signos de préstamo fonético, composiciones semántico-fonéticas y asociativas eran ya comunes. Un análisis estructural y funcional de los caracteres de hueso oracular encontró que eran un 23% pictogramas, 2% indicativos simples, 32% composiciones asociativas, 11% préstamos fonéticos, 27% composiciones semántico-fonéticas y 6% inciertos.
A pesar de que fuera plenamente funcional, la escritura en huesos oraculares no fue plenamente normalizada. En el periodo Occidental Zhou temprano, estos trazos habían desaparecido, pero en ambos periodos, la escritura no fue muy regular o normalizada; abundaban los signos con formas variables, y la medida y orientación era también irregular. Un signo invertido horizontalmente generalmente se refiere a la misma palabra, y hay componentes adicionales que están a veces presentes sin cambiar su significado. Estas irregularidades persistieron hasta la normalización de la escritura de sello en la dinastía Qin.

Comparación de la escritura en huesos oraculares, sello grande y pequeño, y caracteres de escritura normal para «otoño» (秋)

De los miles de caracteres encontrados de todos los fragmentos de hueso a día de hoy, la mayoría todavía está sin descifrar. Una razón para ello es la diferencia que presentan algunos componentes con las formas de escritura más tardía. Tales diferencias pueden ser por simplificación del carácter y/o por generaciones más tardías y malinterpretación del símbolo original, que había evolucionado tras su reconocimiento. Por ejemplo, el carácter estándar para ‘otoño‘ (秋) ahora aparece con 禾 (‘tallo’) como componente y 火 (‘fuego’) como otro componente, mientras que la forma de escritura en huesos el carácter muestra una imagen similar a un insecto con antenas —un grillo o una langosta— con una variante que muestra fuego  bajo dicha imagen. En este caso, el carácter moderno es una simplificación de una variante arcaica 𪛁 (o 𥤚) que está más cercana a la forma encontrada en huesos de oráculo - aunque con la figura de insecto que se confunde con el carácter similar para 'tortuga' (龜) y la adición del componente 禾 (otra simplificación más rara de 𪛁 es 龝, con 龜 en vez de 火).
Otra razón es que algunos caracteres existen solo en la escritura en huesos oraculares, cayendo fuera de uso más adelante (normalmente reemplazados en sus funciones por otros más nuevos). En tales casos, puede utilizarse el contexto —si está disponible— para determinar el significado posible del carácter. Se muestra un buen ejemplo en el fragmento más abajo, "escritura en huesos de oráculo para Primavera". El carácter izquierdo superior en esta imagen no tiene equivalente conocido en chino moderno. Aun así, se muestra uno de los caracteres mejor conocidos directamente bajo él, en forma de triángulo isósceles vertical con una línea que corta transversalmente la porción superior. Este  es el carácter de escritura oracular para 王 wáng (‘rey’).

Escritura en huesos oraculares: (de izquierdo) 馬/马 mǎ "caballo", 虎 hǔ ‘tigre’, 豕 shĭ ‘cerdo’, 犬 quǎn ‘perro’, 鼠 shǔ ‘rata y ratón’, 象 xiàng ‘elefante’, 豸 zhì ‘bestias de presa’, 龜/龟 guī ‘tortuga’, 爿 qiáng ‘mesa baja’ (ahora 床 chuáng), 為/为 wèi ‘para dirigir’ (ahora ‘hacer’ o ‘para’), y 疾 jí ‘enfermedad’

## Huesos de oráculo de la dinastía Zhou

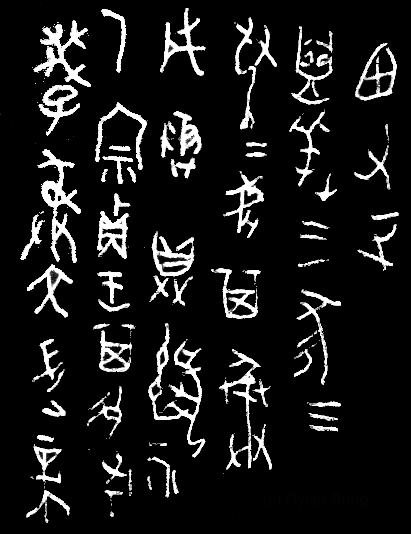
Copia a mano de una inscripción Zhou

El número de huesos de oráculo con inscripciones contemporáneas con el fin del período Shang y el principio del Zhou es relativamente bajo comparado con el corpus entero de inscripciones Shang. Hasta 1977, solo se conocían unas cuantas conchas y artefactos de hueso escritos. Se han desenterrado inscripciones del período Zhou desde el la década de 1950, encontrándose fragmentos con solo uno o dos caracteres. En agosto de 1977, se descubrió un conjunto de varios millares de piezas en una área estrechamente relacionada con el corazón del antiguo Zhou. De todos ellos, solo dos o trescientos elementos mostraban inscripciones.

## Estudios

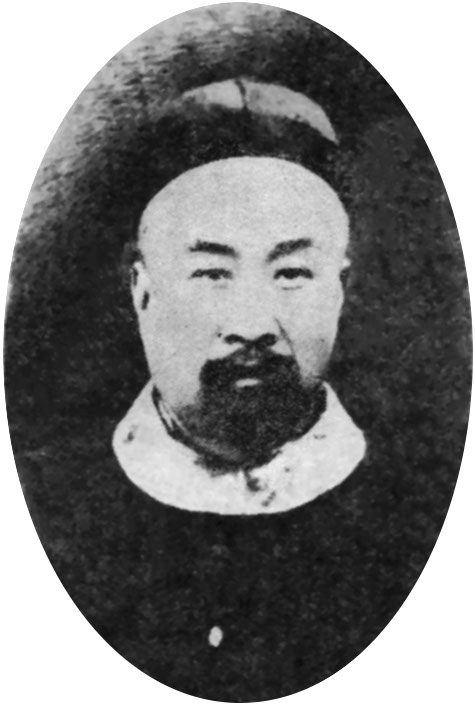
Wang Yirong, erudito y político chino, fue el primero en reconocer las inscripciones en huesos oraculares como escritura antigua.

Entre los principales expertos con contribuciones significativas al estudio de la escrituras en huesos oraculares, especialmente en los primeros tiempos, están:
- Wang Yirong Reconoció los caracteres como escritura china antigua en 1899.
- Liu E Recogió cinco mil fragmentos de huesos oraculares, publicó el primer volumen de ejemplos y réplicas en 1903, e identificó correctamente treinta y cuatro caracteres.
- Sun Yirang fue el primer investigador serio sobre huesos de oráculo.
- Luo Zhenyu recopiló más de 30.000 huesos de oráculo y publicó varios volúmenes, identificó los nombres de los reyes Shang, confirmando así los huesos de oráculo como artefactos del reinado Shang.
- Wang Guowei demostró que el ciclo conmemorativo de los reyes Shang encajaba con la lista de reyes en los Registros del Historiador de Sima Qian.
- Dong Zuobin identificó a los adivinos y estableció una cronología para los huesos oraculares, así como otros numerosos criterios de datación.
- Guo Moruo Editor del Heji, la colección publicada más grande de huesos de oráculo.
- Ken-ichi Takashima, primer experto en tratar sistemáticamente la lengua de los huesos oraculares desde la perspectiva de la lingüística moderna.

## Código informático
Se ha preparado una propuesta para incluir la escritura en huesos oraculares en Unicode. Se han asignado provisionalmente códigos en el Plano Unicode 3 (el plano ideográfico terciario).

## Ejemplos

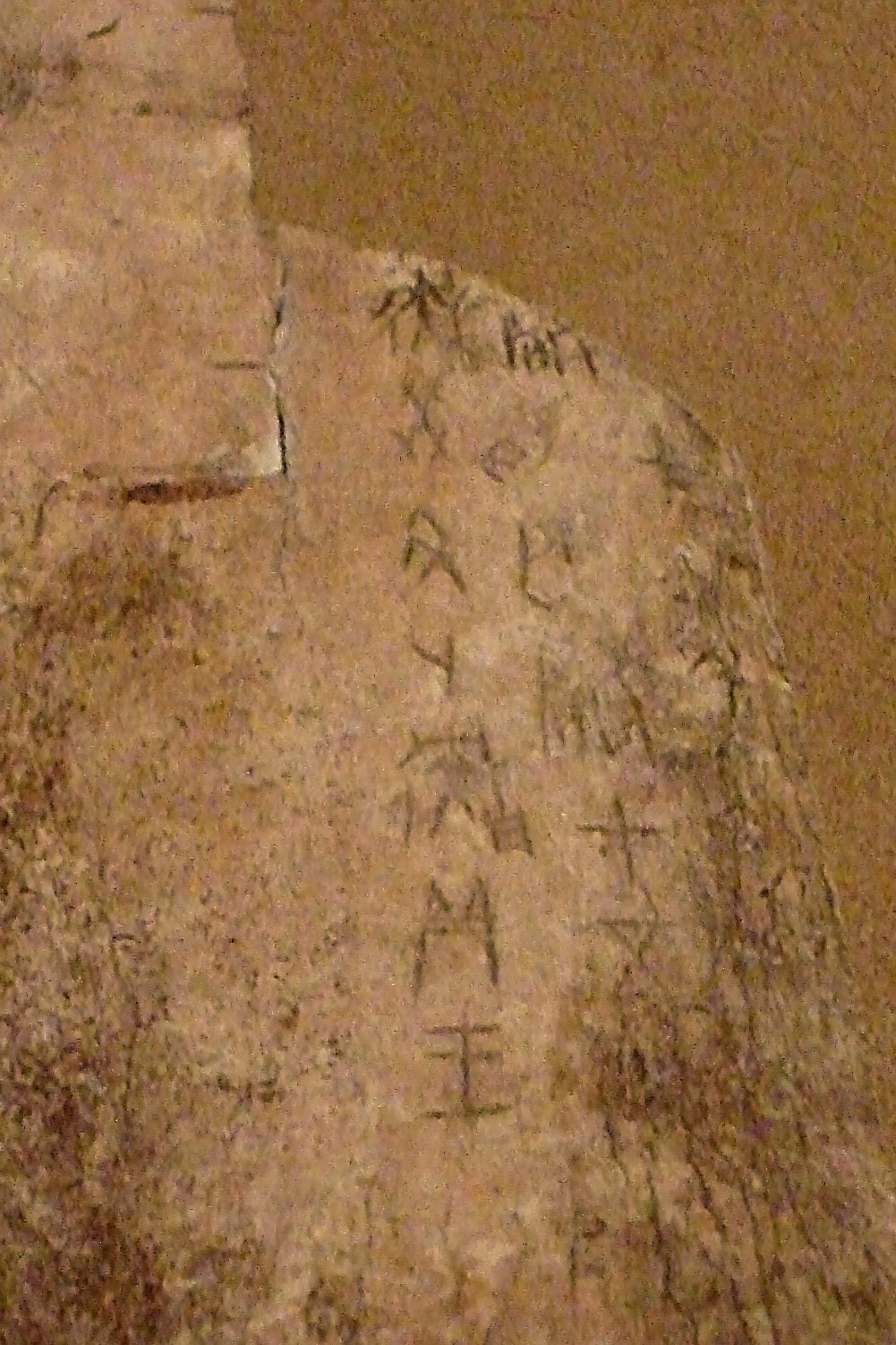
Un hueso de oráculo (que está incompleto) con un adivino preguntando al rey Shang si habría desgracia sobre los próximos diez días
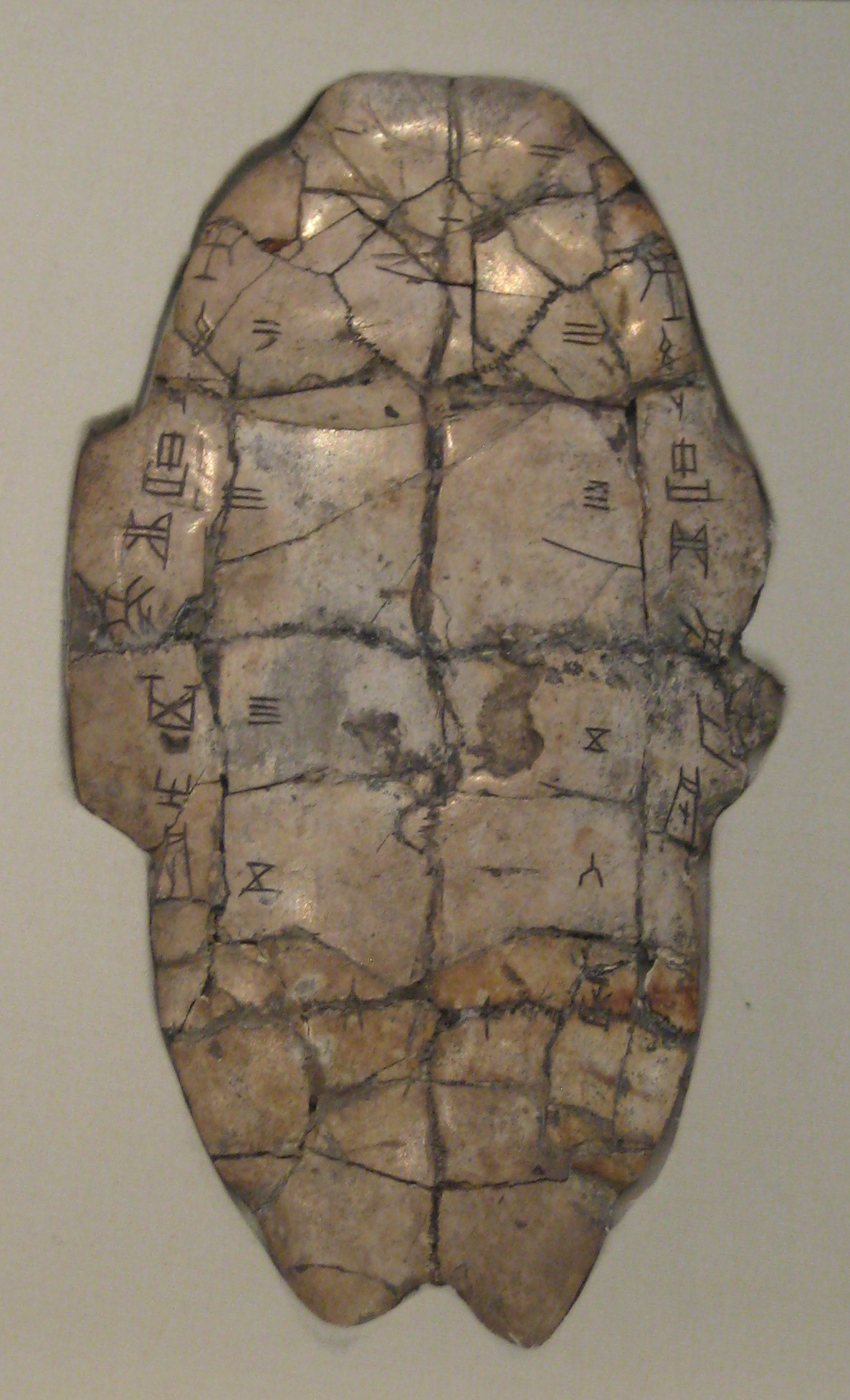
#Coraza de tortuga con inscripciones de adivinación fechados en el reinado del rey Wu Ding
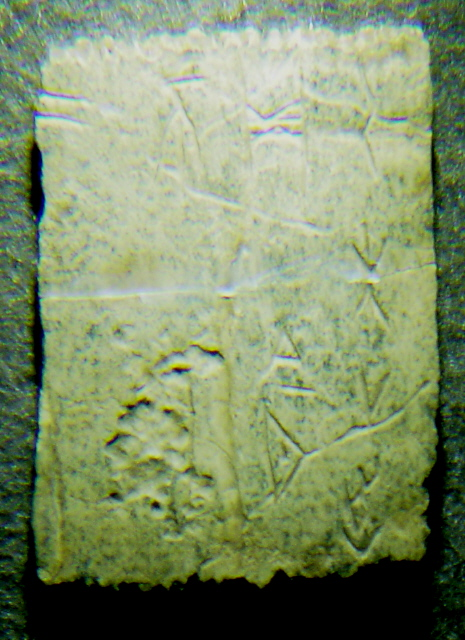
Escritura oracular de un adivino
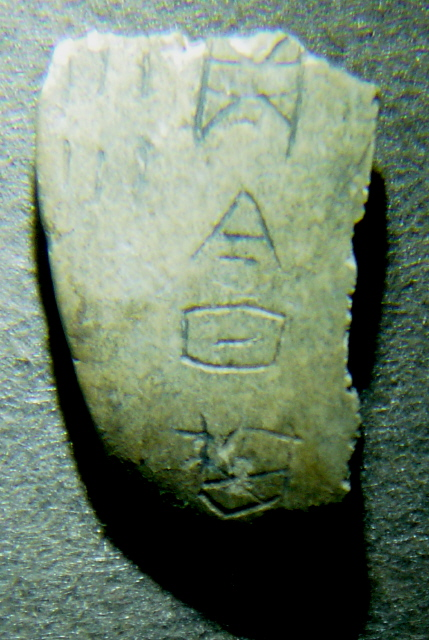
Escritura oracular consultando sobre la lluvia: "Hoy, ¿lloverá?"
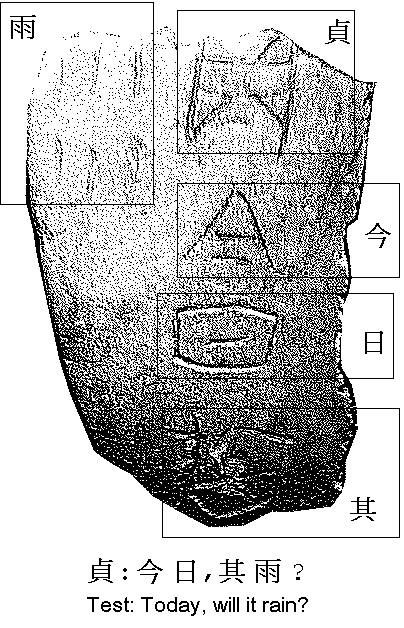
Escritura oracular consultando sobre la lluvia (anotada)
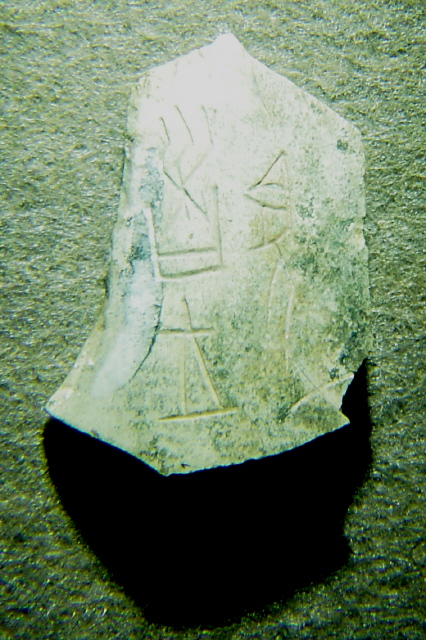
Escritura oracular para la primavera
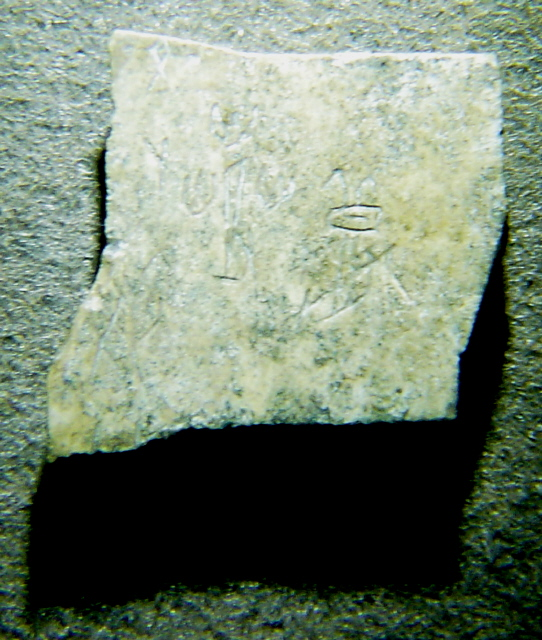
Escritura oracular para el otoño
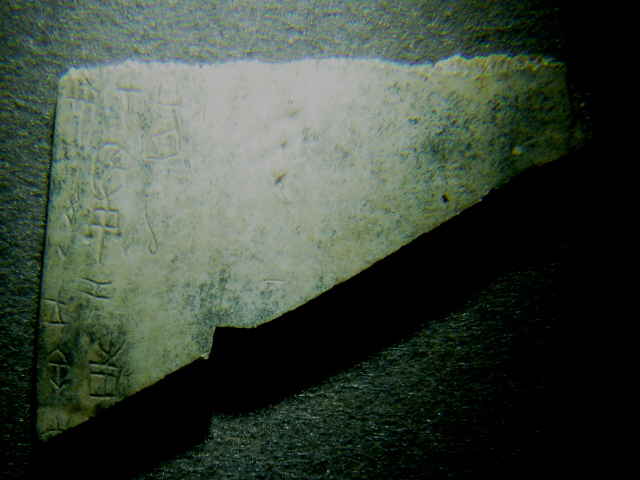
Escritura oracular para el invierno
豕 shĭ 'cerdo'
犬 quǎn 'perro'

## Información adicional
- Mojikyo – Programa informático desarrollado por investigadores de Mojikyo que incluye un conjunto de caracteres de los huesos oraculares.
- Escritura china

### Citas
1. ↑  Li, Xueqin (2002). «The Xia-Shang-Zhou Chronology Project: Methodology and Results». Journal of East Asian Archaeology 4: 321-333. doi:10.1163/156852302322454585.
2. ↑  Keightley 1978, p. 228
3. ↑  Nylan, Michael (2001). The five "Confucian" classics, p. 217
4. ↑  Boltz (1994 & 2003), p.31
5. 1 2
6. ↑  Chalfant, Frank H. (1906). Early Chinese Writing. Pittsburgh: Carnegie Institute. p. 30.
7. ↑  Qiu Xigui 裘錫圭 (2000).
8. ↑  Qiu 2000, p. 64
9. 1 2 3  Qiu 2000, p.63
10. 1 2  Xu Yahui, p.12
11. 1 2  Keightley 1978, p.50
12. ↑  Qiu 2000, p.67; Keightley 1978, p.50
13. ↑  Keightley 1978, p.53
14. ↑  Boltz (1994 & 2003), p.31; Qiu Xigui 2000, p.29
15. ↑  Boltz (1994 & 2003), p.55
16. ↑  «秋 in Multi-function Chinese Character Database (漢語多功能字庫)».
17. ↑  Shuowen Jiezi entry for 秋 (秌): 从禾，省聲。𪛁，籒文不省。
18. ↑  p. 67, Liu Xiang et al. 商周古文字读本, Yuwen Pub., ISBN 7-80006-238-4.
19. ↑  p. 327 Gao Ming, 中国古文字学通论, Beijing University Press, ISBN 7-301-02285-9
20. ↑  Xu Yahui, p.16–19
21. ↑  «L2/15-280: Request for comment on encoding Oracle Bone Script». Working Group Document, ISO/IEC JTC1/SC2/WG2 and UTC. 21 de octubre de 2015. Consultado el 23 de enero de 2016.
22. ↑  «Roadmap to the TIP». Unicode Consortium. 21 de enero de 2016. Consultado el 23 de enero de 2016.